# Handball-Panamerikameisterschaft der Männer 1985
Die Handball-Panamerikameisterschaft der Männer 1985 war die vierte Austragung der Handball-Panamerikameisterschaft der Männer für Nationalmannschaften Nord-, Zentral- und Südamerikas sowie der Karibik. Organisiert wurde das Turnier von der Pan-American Team Handball Federation. Es wurde vom 28. Oktober bis 3. November 1985 im Gimnasio do SESI und im Gimnasio do SHARP in Manaus ausgetragen. Der neue und alte Panamerikameister aus Kuba qualifizierte sich für die Weltmeisterschaft 1986. Die zweitplatzierten US-Amerikaner erhielten einen Startplatz bei der B-Weltmeisterschaft 1987.

## Turnierverlauf
| Pl. | Land               | Sp. | S | U | N | Tore     | Diff. | Punkte |
| --- | ------------------ | --- | - | - | - | -------- | ----- | ------ |
| 1.  | Kuba               | 5   | 5 | 0 | 0 | 0156:860 | +70   | 10     |
| 2.  | Vereinigte Staaten | 5   | 4 | 0 | 1 | 0112:740 | +38   | 8      |
| 3.  | Brasilien          | 5   | 3 | 0 | 2 | 0106:940 | +12   | 6      |
| 4.  | Mexiko             | 5   | 1 | 1 | 3 | 081:1250 | −44   | 3      |
| 5.  | Argentinien        | 5   | 1 | 0 | 4 | 086:1220 | −36   | 2      |
| 6.  | Kanada             | 5   | 0 | 1 | 4 | 086:1260 | −40   | 1      |

Anmk.: Bei Punktgleichheit entschied der direkte Vergleich, dann das Torverhältnis.
| 28. Oktober 1985 | Kuba | 28:16 | Mexiko | Manaus, Brasilien |
| 28. Oktober 1985 |      |       |        | Manaus, Brasilien |
| 28. Oktober 1985 |      |       |        | Manaus, Brasilien |

| 28. Oktober 1985 | Vereinigte Staaten | 21:16 | Argentinien | Manaus, Brasilien |
| 28. Oktober 1985 |                    |       |             | Manaus, Brasilien |
| 28. Oktober 1985 |                    |       |             | Manaus, Brasilien |

| 28. Oktober 1985 | Brasilien | 22:14 | Kanada | Manaus, Brasilien |
| 28. Oktober 1985 |           |       |        | Manaus, Brasilien |
| 28. Oktober 1985 |           |       |        | Manaus, Brasilien |

| 29. Oktober 1985 | Kuba | 38:15 | Argentinien | Manaus, Brasilien |
| 29. Oktober 1985 |      |       |             | Manaus, Brasilien |
| 29. Oktober 1985 |      |       |             | Manaus, Brasilien |

| 29. Oktober 1985 | Vereinigte Staaten | 20:11 | Kanada | Manaus, Brasilien |
| 29. Oktober 1985 |                    |       |        | Manaus, Brasilien |
| 29. Oktober 1985 |                    |       |        | Manaus, Brasilien |

| 29. Oktober 1985 | Brasilien | 21:15 | Mexiko | Manaus, Brasilien |
| 29. Oktober 1985 |           |       |        | Manaus, Brasilien |
| 29. Oktober 1985 |           |       |        | Manaus, Brasilien |

| 30. Oktober 1985 | Kuba | 40:19 | Kanada | Manaus, Brasilien |
| 30. Oktober 1985 |      |       |        | Manaus, Brasilien |
| 30. Oktober 1985 |      |       |        | Manaus, Brasilien |

| 30. Oktober 1985 | Mexiko | 21:18 | Argentinien | Manaus, Brasilien |
| 30. Oktober 1985 |        |       |             | Manaus, Brasilien |
| 30. Oktober 1985 |        |       |             | Manaus, Brasilien |

| 30. Oktober 1985 | Vereinigte Staaten | 26:15 | Brasilien | Manaus, Brasilien |
| 30. Oktober 1985 |                    |       |           | Manaus, Brasilien |
| 30. Oktober 1985 |                    |       |           | Manaus, Brasilien |

| 1. November 1985 | Argentinien | 20:18 | Kanada | Manaus, Brasilien |
| 1. November 1985 |             |       |        | Manaus, Brasilien |
| 1. November 1985 |             |       |        | Manaus, Brasilien |

| 1. November 1985 | Vereinigte Staaten | 28:09 | Mexiko | Manaus, Brasilien |
| 1. November 1985 |                    |       |        | Manaus, Brasilien |
| 1. November 1985 |                    |       |        | Manaus, Brasilien |

| 1. November 1985 | Kuba | 28:17 | Brasilien | Manaus, Brasilien |
| 1. November 1985 |      |       |           | Manaus, Brasilien |
| 1. November 1985 |      |       |           | Manaus, Brasilien |

| 2. November 1985 | Mexiko | 24:24 | Kanada | Manaus, Brasilien |
| 2. November 1985 |        |       |        | Manaus, Brasilien |
| 2. November 1985 |        |       |        | Manaus, Brasilien |

| 2. November 1985 | Kuba | 22:19 | Vereinigte Staaten | Manaus, Brasilien |
| 2. November 1985 |      |       |                    | Manaus, Brasilien |
| 2. November 1985 |      |       |                    | Manaus, Brasilien |

| 2. November 1985 | Brasilien | 24:17 | Argentinien | Manaus, Brasilien |
| 2. November 1985 |           |       |             | Manaus, Brasilien |
| 2. November 1985 |           |       |             | Manaus, Brasilien |

## Platzierungen
Legende
| Rang | Mannschaft         |
| ---- | ------------------ |
|      | Kuba               |
|      | Vereinigte Staaten |
|      | Brasilien          |
| 4    | Mexiko             |
| 5    | Argentinien        |
| 6    | Kanada             |